# Bethelium x-scriptum
Bethelium x-scriptum là một loài bọ cánh cứng trong họ Cerambycidae.